# Porto Santo
Porto Santo je portugalský ostrov ležící v Atlantském oceánu asi 43 km severovýchodně od ostrova Madeira. Má protáhlý tvar (na délku 11 km, největší šířka 6 km) a rozlohu 42,17 km². Nejvyšším vrchem je Pico do Facho (516 m). V roce 2004 zde žilo 4388 stálých obyvatel. Hlavním městem je Vila Baleira (3000 obyvatel). Ostrov je součástí portugalské autonomní oblasti Madeira.

## Historie
Ostrov objevili v roku 1418 Portugalci João Gonçalves Zarco, Tristão Vaz Teixeira a Bartolomeu Perestrelo, když sem jejich lodě zanesla bouře. Malou zátoku na jižním pobřeží, kde v bouři přistáli, nazvali Porto Santo (svatý přístav). Bartolomeu Perestrelo dostal ostrov od prince Jindřicha Mořeplavce do léna (po zřízení kapitánií darovacím dopisem z roku 1445). Perestrelova dcera se později provdala za Kryštofa Kolumba.
První století osídlování provázely obtíže způsobené nedostatkem vody pro zavlažování a častými útoky pirátů. Osídlenci ostrov zbavili původního, převážně suchomilného nízkého porostu, porazili stromy a dovezli králíky a dobytek. Začala eroze půdy. Pohromou pro místní zemědělství a vinice pak byly kobylky v polovině 19. století. Až počátkem 20. století začaly pokusy o nové zalesnění. Na náhorní plošině se pěstovalo obilí, které se zde pomocí větrných mlýnů i zpracovávalo (kdysi zde bylo 36 mlýnů). Ránu místnímu zemědělství dala výstavba letiště NATO, které zabralo značnou rozlohu půdy. Letiště bylo dáno do provozu roku 1960 a délka vzletové a přistávací dráhy je 3000 metrů.

## Geografie

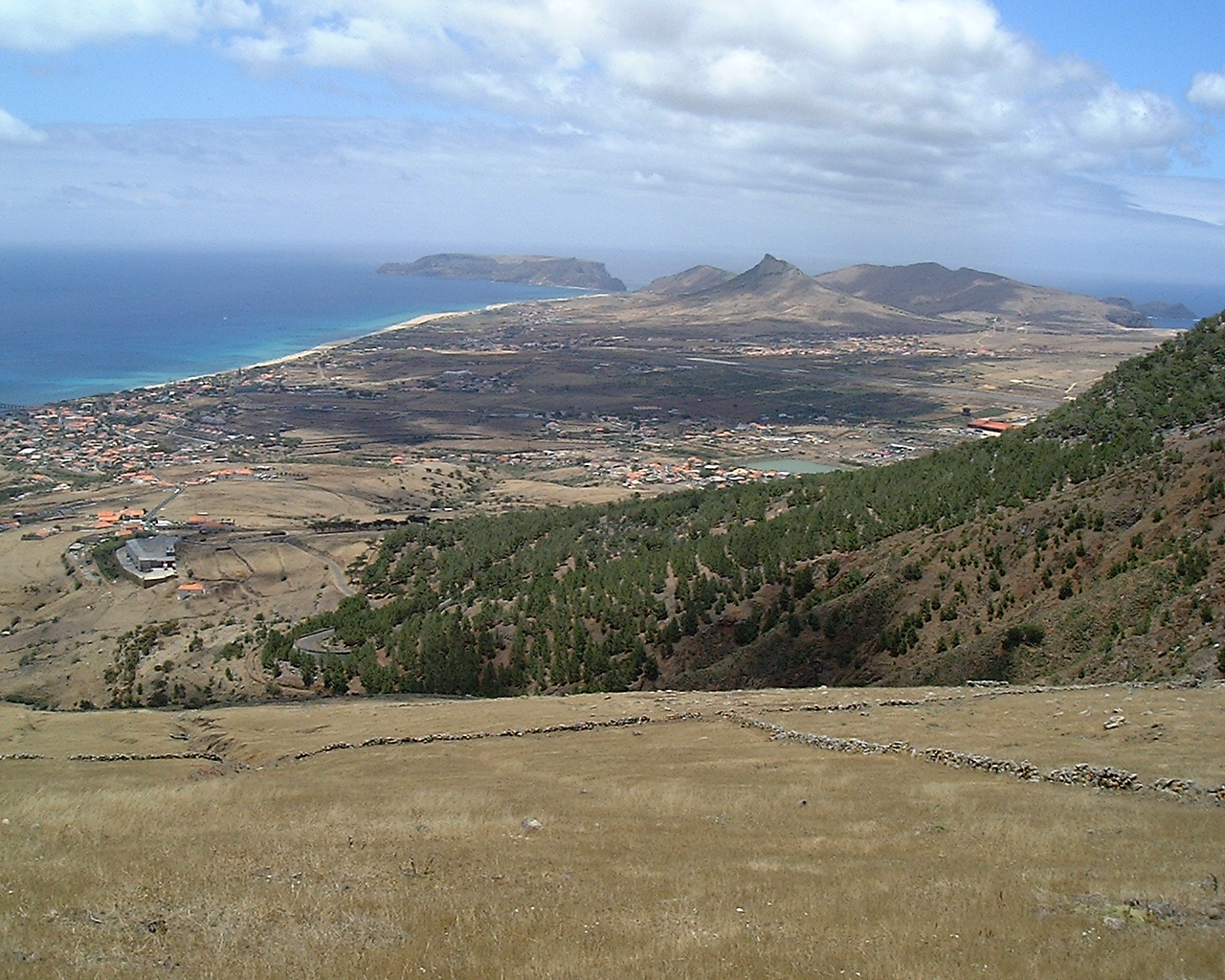
Pohled na hlavní město Vila Baleira a pláž.

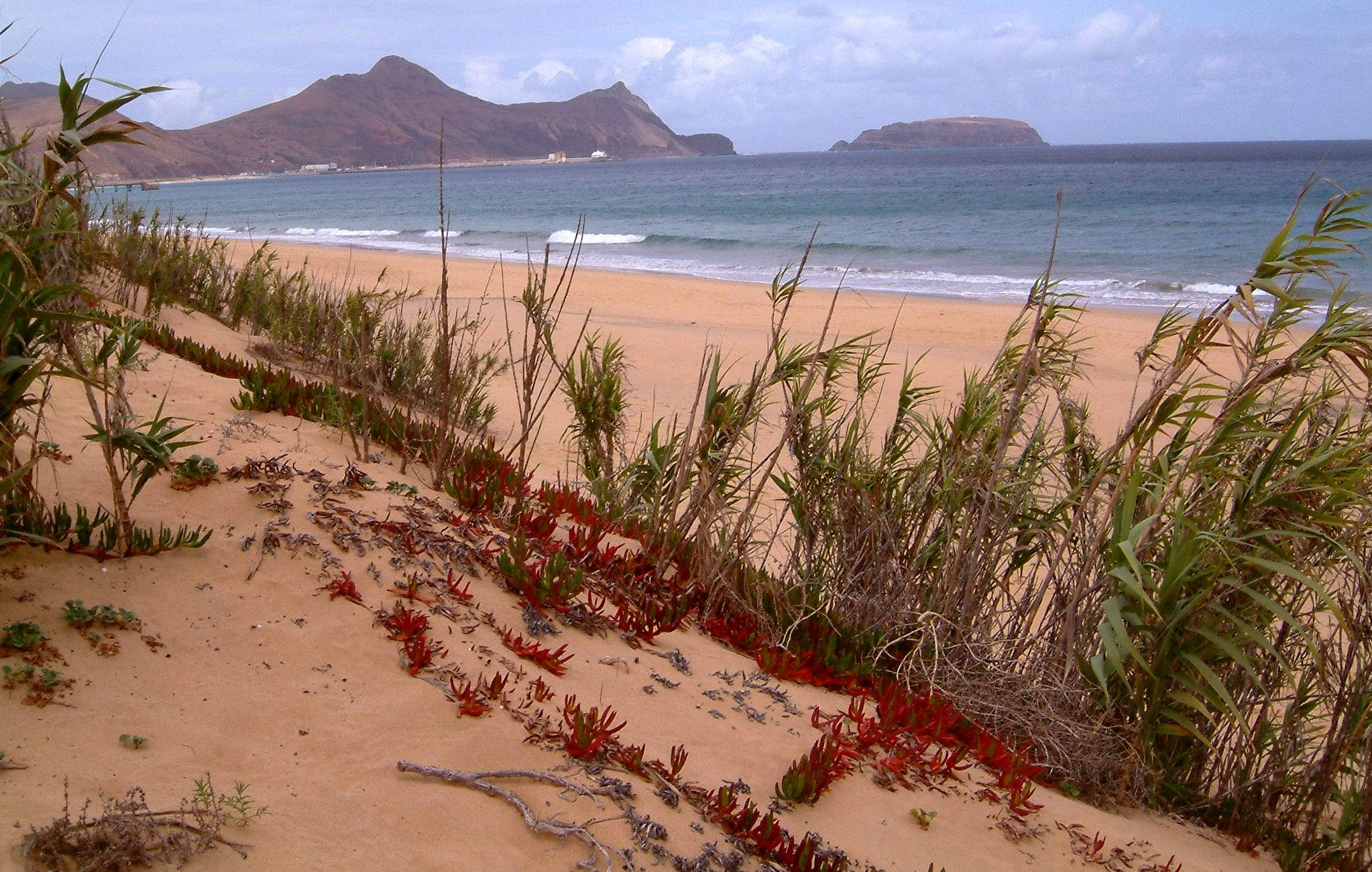
Praia Dourada, v pozadí přístav.

Ostrov Porto Santo, stejně jako všechny ostrovy Makaronésie, vznikl vulkanickou činností. Přesto zdejší 9 km dlouhá zlatá pláž (Praia Dourada) má žlutý, až bílý písek. Ten je tvořen rozdrolenými skořápkami korálů. V jednotlivých etapách vulkanické činnosti bylo zdviženo do výše mořské dno s koloniemi korálů. Jejich erozí vzniklý písek je sfoukáván na závětrnou, tedy jižní stranu ostrova. Písek má léčivé účinky, na ostrově fungují i léčebná zařízení, která jej využívají. Malou světlou písečnou pláž najdeme i na východním pobřeží v zátoce Calhau da Serra de Fora.
Za jasného počasí lze z kopců na ostrově vidět v dálce ostrov Madeira a ostrovy Desertas. Dnes na Porto Santo prosperuje především turistický průmysl a částečně i vinařství. Existuje zde golfové hřiště. Teplota se celoročně pohybuje mezi 18 až 27 stupni Celsia.
Ostrov má každodenní lodní spojení s ostrovem Madeira. Původně zde bylo jen 102 metry dlouhé molo vyčnívající do moře. Koncem 20. století byl vybudován chráněný přístav.
Letecké spojení z Madeiry trvá asi 20 minut.

## Galerie

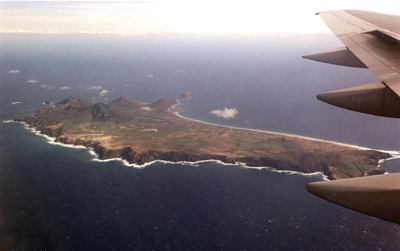
Letecký pohled na ostrov ze severu.
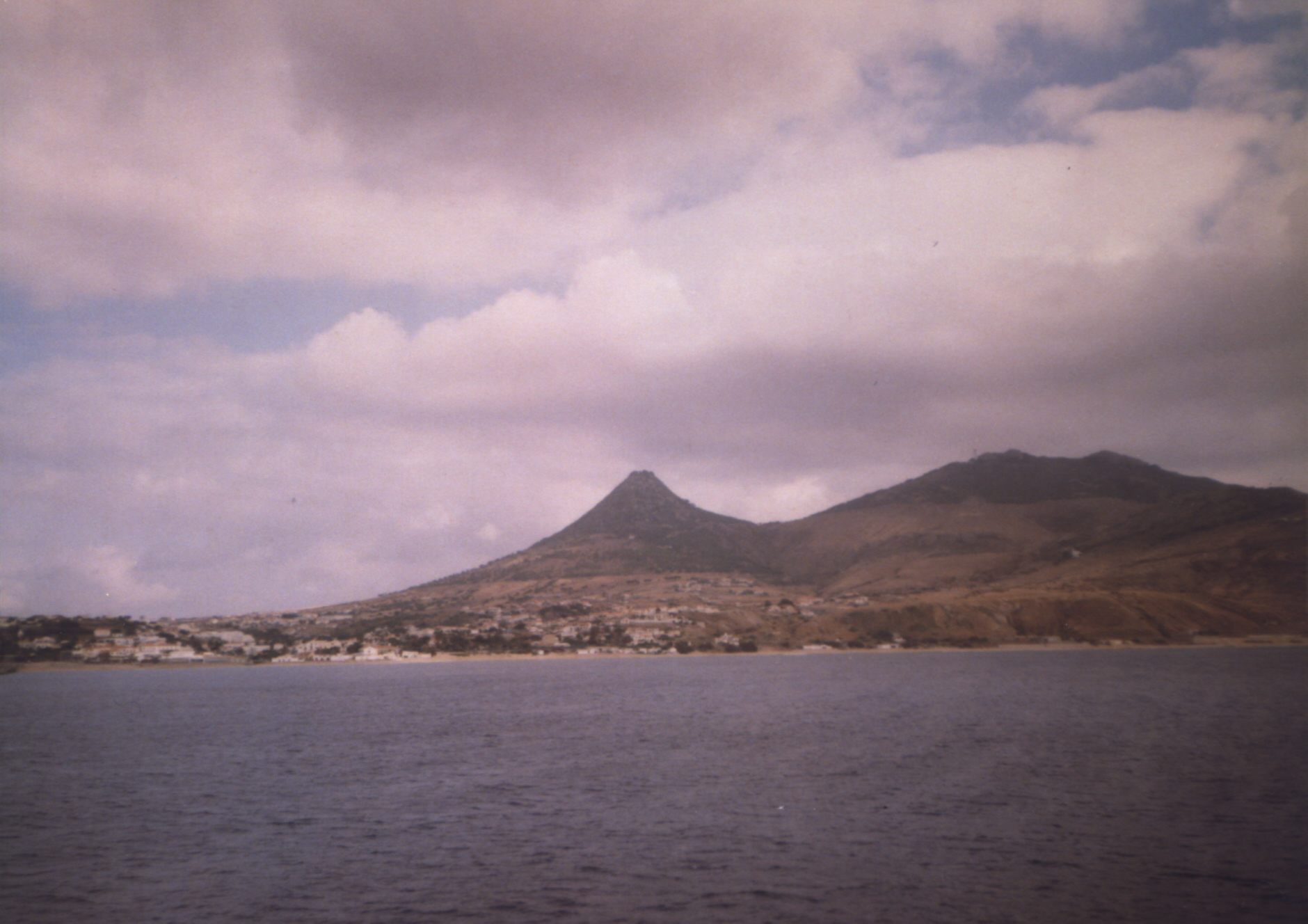
Vila Baleira s kuželem sopky Pico de Castelo (437 m).
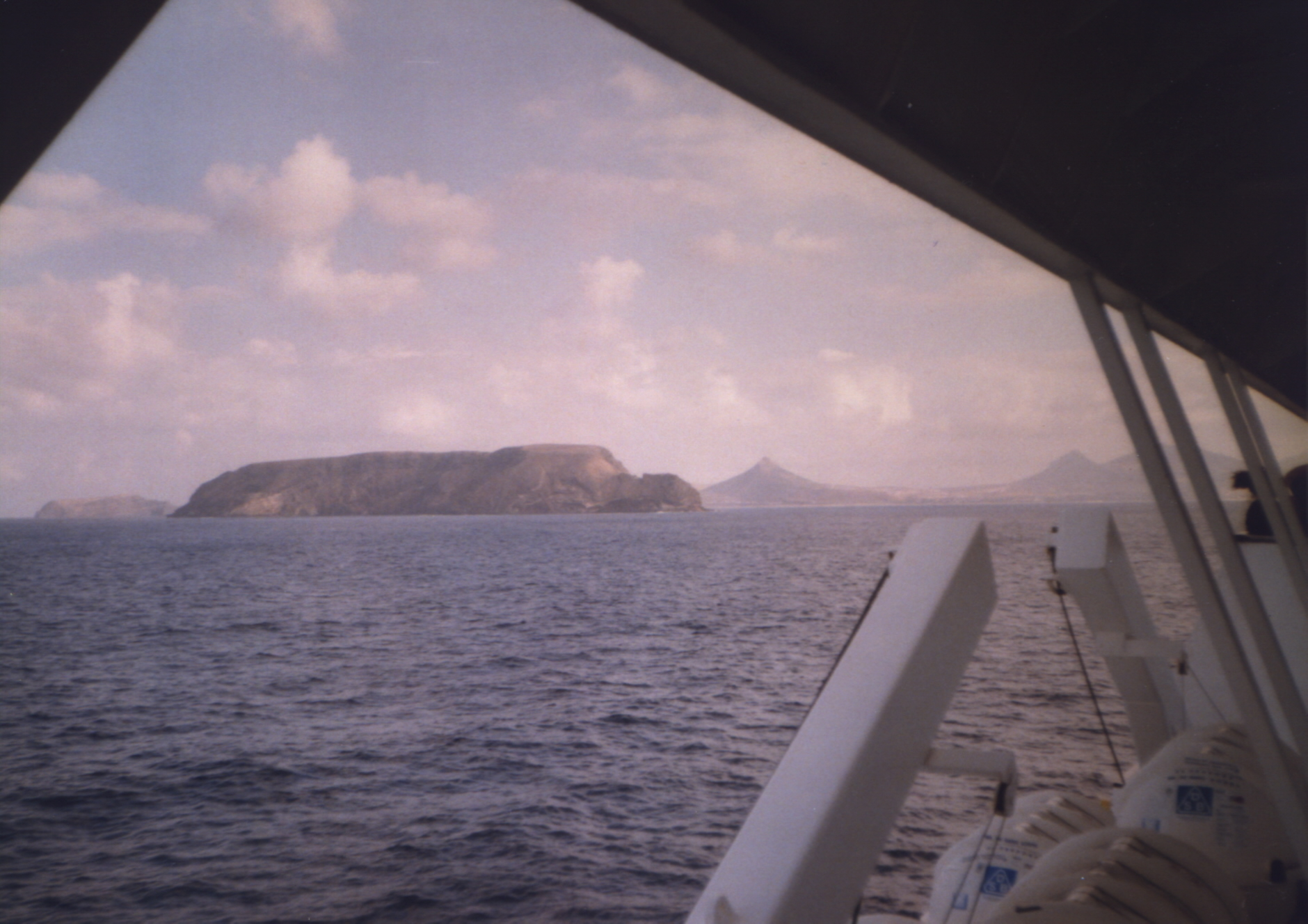
Blížíme se k Porto Santo. V popředí ostrůvek Baixo Ou da Cal.
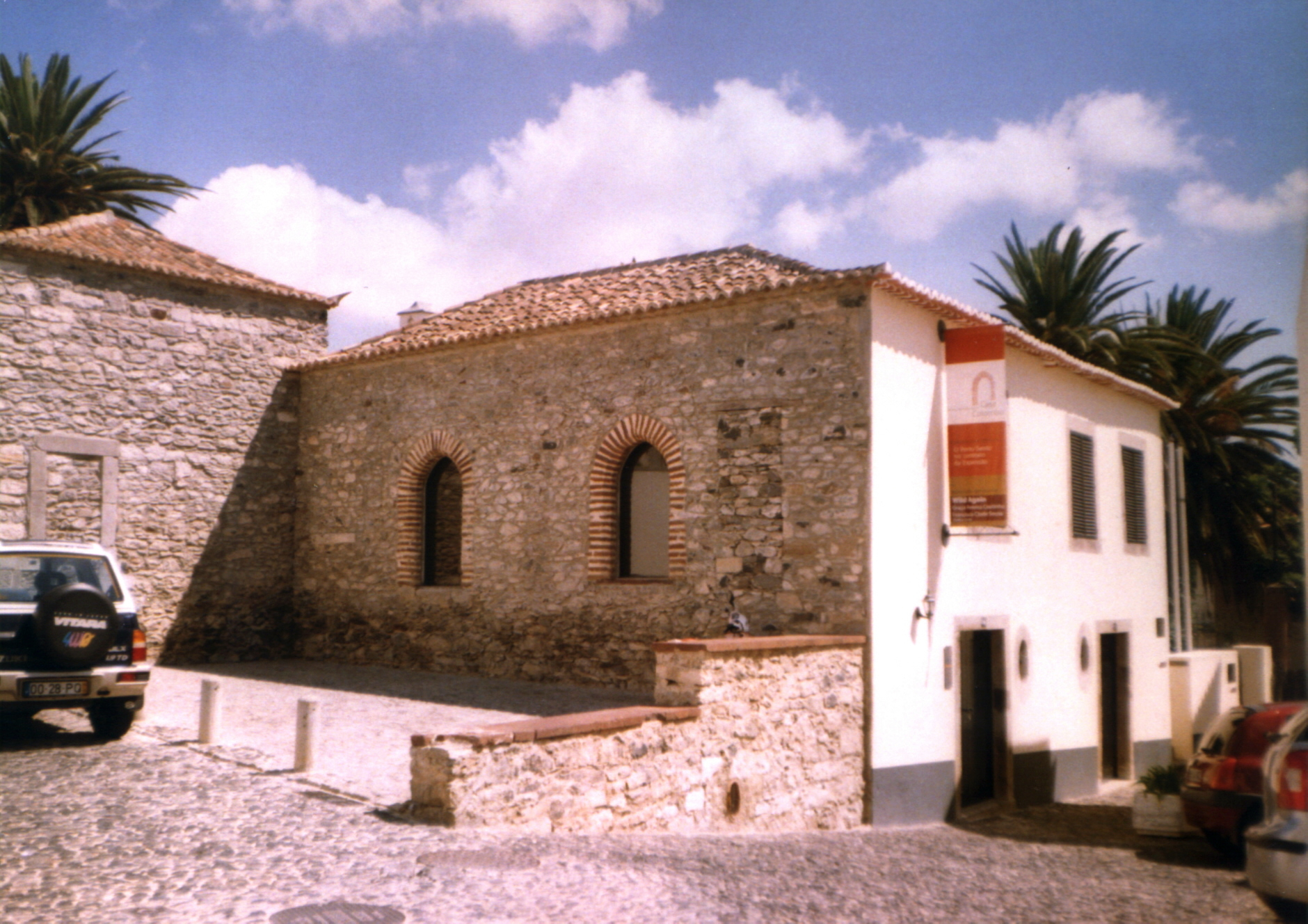
Dům, v němž žil Kryštof Kolumbus. Dnes je zde jeho muzeum.
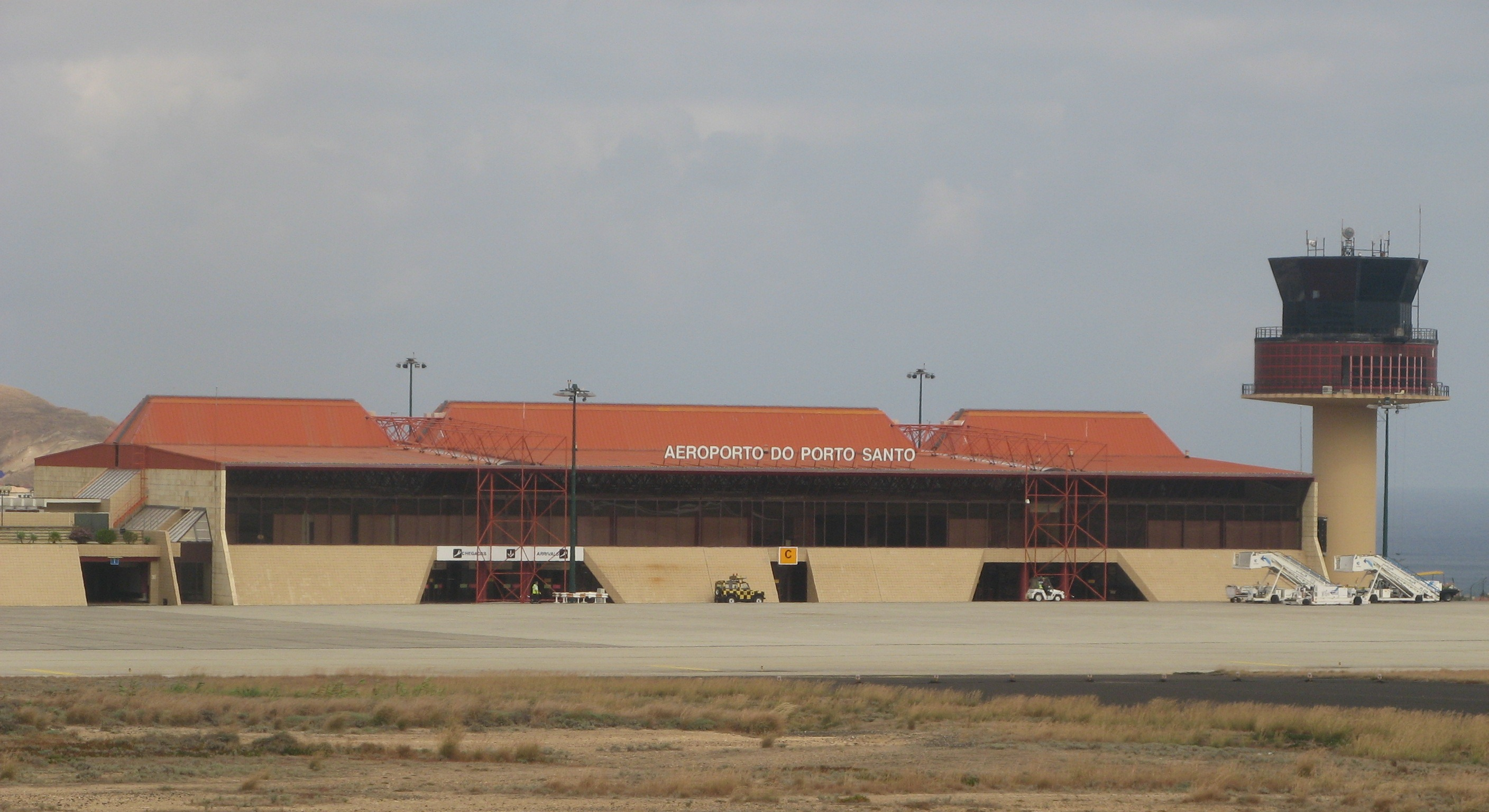
Letiště Porto Santo.
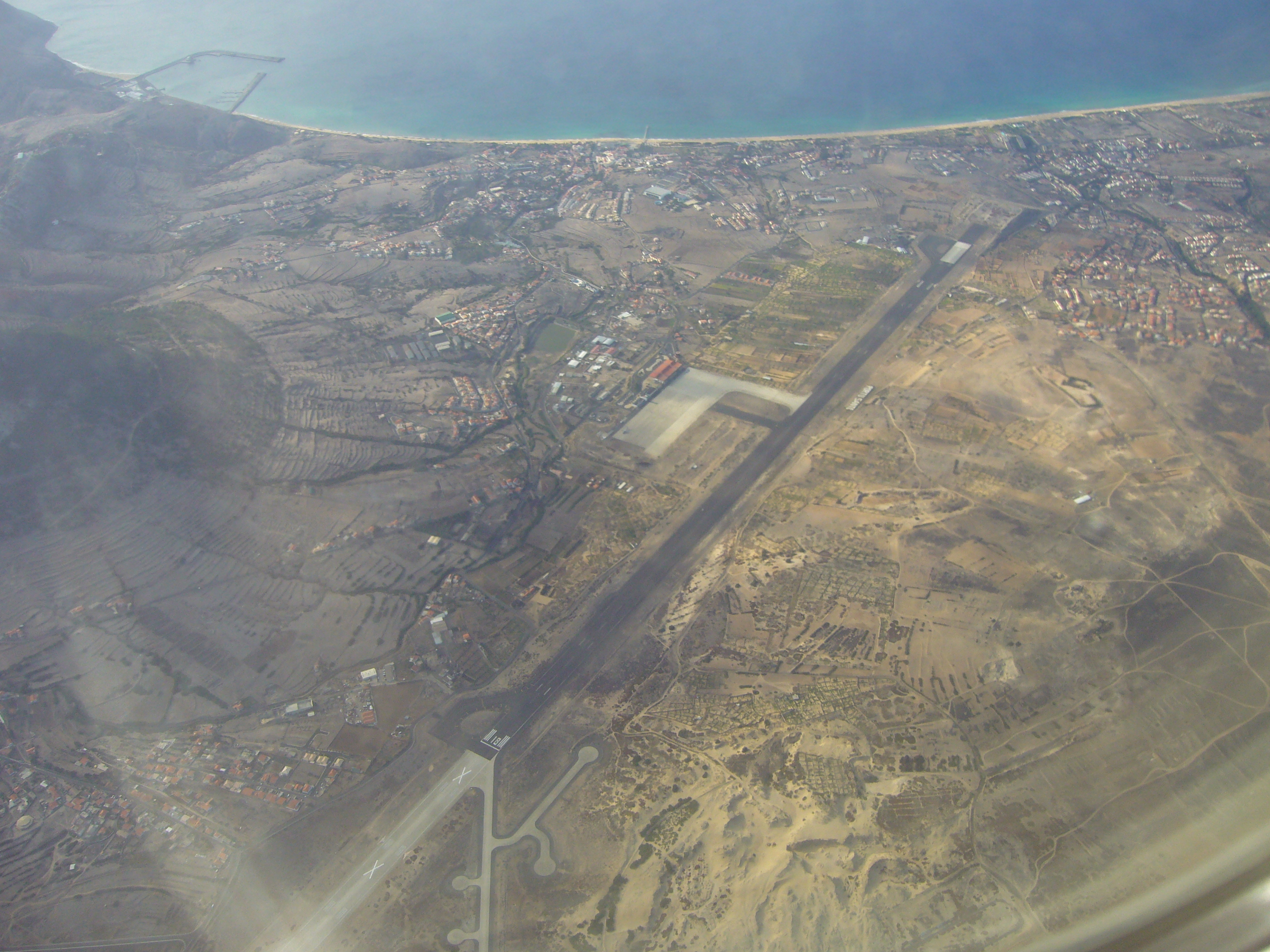
Letiště Porto Santo.